# Mohini Bhardwaj
Mohini Bhardwaj deFreitas (Filadelfia, 29 settembre 1978) è un'ex ginnasta statunitense.
È stata la prima ginnasta indo-americana e il secondo atleta indo-americano in assoluto a conquistare una medaglia olimpica.

## Palmarès

### Olimpiadi
- 1 medaglia:
  - 1 argento (Atene 2004 nel concorso a squadre)

### Mondiali
- 1 medaglia:
  - 1 bronzo (Gand 2001 nel concorso a squadre)